# Sociální bydlení
Sociální bydlení je forma pomoci domácnostem, které si nedokáží zajistit bydlení svépomocí.

## Definice
Je možné interpretovat dvě definice:
1. Každý druh bydlení, který získává na svoji výstavbu a provoz dotace či sociální pomoc (např. daňová úleva nebo dotace stavitele), je sociálním bydlením. Tato definice je příliš široká, protože by za sociální bydlení musel být považován jakýkoli soukromý byt postavený za pomoci dotací.[1]
2. Za sociální bydlení se považuje především státem dotované bydlení, zahrnuje se i bydlení družstevní, bydlení zajištěné politickými a neziskovými organizacemi či pronájem vypočítaný podle příjmů.[1]

Je nutné zmínit, že výše zmíněné definice nejsou striktně platné, jelikož ve světě jasně daná definice sociálního bydlení neexistuje. Většina států má svůj systém sociálního bydlení, který je odlišný v závislosti např. na ekonomické situaci nebo politice vlády. Ve všech systémech se však objevují tři základní charakteristiky:
- Bydlení vzniklo nebo je provozováno za využití veřejných prostředků.[2]
- Výše nájemného je omezena na nižší než tržní úroveň.[2]
- Přidělení bydlení závisí na úřadech a na splnění určitých sociálních kritérií, trh nehraje roli.[2]

## Sociální bydlení v Evropské unii
Definice sociálního bydlení v Evropské unii neexistuje, ale členské státy se shodují na třech základních bodech. Shodují se na smyslu sociálního bydlení, dále na jeho účelu (dostupnost levného bydlení) a na cílových skupinách (určených podle sociální situace). Rozlišné je pojmenování sociálního bydlení – ve Francii se používá termín „bydlení za nízký nájem“, ve Španělsku je to „chráněné bydlení“. Z průzkumů vyplývá, že podíl sociálního bydlení v celkovém bytovém fondu je vyšší v zemích západní Evropy, naopak nižší čísla jsou vykazována ve východních členských státech EU. Rozlišnost sociálního bydlení v jednotlivých státech je možné určit s pomocí čtyř faktorů: forma vlastnictví, poskytovatel služby, příjemce a způsob financování. Vlastnictví bydlení je ve většině případů řešeno pronájmem, ale vyskytují se i země, kde je možné bydlení odkoupit – to je možné hned nebo formou částečného vlastnictví, kdy zájemce zaplatí část ceny bytu a zbytek splácí nájemným. Poskytovatelem sociálního bydlení jsou především orgány veřejné správy, neziskové organizace, soukromí podnikatelé atd. Dnes se v této oblasti pohybují hlavně soukromé subjekty, které mají motivaci vydělat a stát je zpravidla láká na udělení dotací. U příjemců sociálního bydlení je důležité nastavení systému daného státu, někde je sociální bydlení dosažitelné takřka pro všechny, někde pouze pro domácnosti, které na bydlení nedosáhnou – rozhodnutí o přidělení sociálního bydlení závisí ve většině států EU na výší příjmů. Financování sociálního bydlení je různorodé – jsou státy, které ho platí z vlastního rozpočtu a aktivně podporují sektor sociálního bydlení, podnikatelé, kteří jsou závislí na hypotékách a půjčkách a důležité je i nastavení ceny nájmu.

## Sociální bydlení v České republice
V České republice se na zákon o sociálním bydlení dlouho čekalo. Koncepce zákona o sociálním bydlení byla schválena vládou 12. října 2015, samotný zákon pak vládou prošel 8. března 2017, ale Poslanecká sněmovna ho ve svém volebním období nestihla projednat.
Systém je rozdělen na tři stupně a ke každému náleží specifické podmínky:
1. Krizové bydlení – Jedná se o sociální službu, která bude zajišťovat střechu nad hlavou lidem, kteří bydlení nutně potřebují (pobyt časově omezen na 6 měsíců).[7]
2. Sociální byt – Obytný prostor poskytnutý obcí k trvalému bydlení, klientům budou asistovat sociální pracovníci.[7]
3. Dostupný byt – Poskytovatelem bydlení je obec, která s nájemníkem uzavře nájemní smlouvu na dva roky. Obec poté monitoruje vývoj výše příjmů ubytovaných, a pokud se příjem zvedne až za určenou hranici, tak jsou nájemníci vyzváni k přesunu do běžného bydlení.[7]

## Historie
Nejstarší formy sociálního bydlení lze najít v 19. století ve Velké Británii. Následkem industriální revoluce se během krátké doby výrazně zvýšila populace měst. Nedostatek bytů dostupných slabším sociálním vrstvám měl za následek vznik chudinských čtvrtí, ve kterých vládla vysoká kriminalita a v nichž docházelo k šíření nemocí. Byty pro chudé nejdříve budují filantropové a továrníci, později se přidává i stát.
Na počátku 20. století vlády začínají za účelem zlepšení podmínek bydlení nižších vrstev zasahovat do trhu s byty. Angažují se i neziskové organizace. Zejména po první světové válce se v důsledku bytové nouze koncept sociálního bydlení značně rozšířil.
Konec druhé světové války znamenal pro sociální bydlení velkou revoluci, ve druhé polovině 40. let lze nalézt počátek užšího pojetí sociálního bydlení. Státy silně zasahují do trhu s byty a vnímají sociální bydlení jako důležitý prostředek obnovy hospodářství a podpory industrializace. Proto se v této době odehrává v mnoha zemích masivní výstavba sociálních bytů, která končí až v druhé polovině 60. let.
Od 70. let se hovoří o období úpadku. Dochází k omezení zásahů státu do trhu s byty. Charakter sociálního bydlení 50. a 60. let naráží na řadu negativních jevů a potýká se s nedůvěrou. Problém se na přelomu 80. a 90. let povedlo částečně vyřešit, zvláště tedy v některých zemích Evropské unie.